# Carterornis
Carterornis – rodzaj ptaków z rodziny monarek (Monarchidae).

## Rozmieszczenie geograficzne
Rodzaj obejmuje gatunki występujące w Australii, na Molukach, Nowej Gwinei, Archipelagu Bismarcka i innych wyspach wokół Nowej Gwinei.

## Morfologia
Długość ciała 12,5–15 cm; masa ciała 10–17,5 g.

## Systematyka
Rodzaj zdefiniował w 1912 roku australijski ornitolog Gregory Macalister Mathews w artykule poświęconym opisowi nowych nazwa rodzajowych australijskich ptaków, opublikowanym w czasopiśmie Austral Avian Record. Gatunkiem typowym jest (oryginalne oznaczenie) monareczka białoucha (C. leucotis).

### Etymologia
- Carterornis: Thomas Carter (1863–1931), angielski ornitolog, kolekcjoner oraz podróżnik po Australii w latach 1886–1921; gr. ορνις ornis, ορνιθος ornithos ‘ptak’[6].
- Monarchanax: rodzaj Monarcha Vigors & Horsfield, 1827 (monarka); gr. αναξ anax, ανακτος anaktos ‘władca’[7]. Typ nomenklatoryczny (oznaczenie monotypowe): Muscicapa chrysomela Lesson & Garnot, 1827.
- Chloromonarcha: gr. χλωρος khlōros ‘zielony’; rodzaj Monarcha Vigors & Horsfield, 1827 (monarka)[8]. Typ nomenklatoryczny (oryginalne oznaczenie): Muscicapa chrysomela Lesson & Garnot, 1827.

### Podział systematyczny
Do rodzaju należą następujące gatunki:
- Carterornis chrysomela (Lesson & Garnot, 1827) – monareczka złota
- Carterornis leucotis (Gould, 1850) – monareczka białoucha
- Carterornis pileatus (Salvadori, 1878) – monareczka białoskrzydła
- Carterornis castus (P.L. Sclater, 1883) – monareczka tanimbarska